# Buddleja bullata
Buddleja bullata är en flenörtsväxtart som beskrevs av Carl Sigismund Kunth. Buddleja bullata ingår i släktet buddlejor, och familjen flenörtsväxter. Inga underarter finns listade i Catalogue of Life.